# Ride (песня Twenty One Pilots)
«Ride» (с англ. — «Поездка») — песня, записанная американским дуэтом Twenty One Pilots и выпущенная с их четвёртого альбома Blurryface 11 мая 2015 года как промосингл на канале YouTube. Песня была написана Тайлером Джозефом и спродюсирована Рики Ридом. Цифровой релиз состоялся 12 мая, а музыкальное видео вышло на следующий день. На радио contemporary hit radio она вышла 12 апреля 2016 года в качестве пятого альбомного официального сингла.
Включена в итоговый список Лучшие синглы США 2016 года по версии Billboard (позиция № 20).

## Коммерческий успех
Песня заняла позицию № 5 на Billboard Hot 100, став вторым хитом дуэта, который вошёл в лучшую десятку американского Hot-100. Так же песня взяла первую позицию в чартах Hot Rock Songs, Adult Top 40 и Alternative Songs.

## Участники в создании композиции
- Тайлер Джозеф — вокал, фортепиано, бас-гитара, клавишные, синтезаторы, гитара, органы
- Джош Дан — ударные, перкуссия
- Рики Рээд — бэк-вокал

## Чарты
| Чарт (2016)                                  | Высшая позиция |
| -------------------------------------------- | -------------- |
| Австралия (ARIA)                             | 18             |
| Австрия (Ö3 Austria Top 40)                  | 7              |
| Бельгия/Фландрия (Ultratop 50)               | 13             |
| Бельгия/Валлония (Ultratop 50)               | 7              |
| Канада (Billboard Canadian Hot 100)          | 13             |
| Чехия (Rádio — Top 100)                      | 12             |
| Чехия (Singles Digitál Top 100)              | 10             |
| Дания (Tracklisten)                          | 40             |
| Франция (SNEP)                               | 11             |
| Германия (GfK)                               | 21             |
| Guatemala (Monitor Latino)                   | 17             |
| Ирландия (IRMA)                              | 38             |
| Италия (FIMI)                                | 23             |
| Latvia (Latvijas Top 40)                     | 3              |
| Lebanon (Lebanese Top 20)                    | 12             |
| Mexico (Monitor Latino)                      | 6              |
| Mexico Ingles Airplay (Billboard)            | 1              |
| Нидерланды (Dutch Top 40)                    | 33             |
| Нидерланды (Single Top 100)                  | 33             |
| Новая Зеландия (Recorded Music NZ)           | 10             |
| Норвегия (VG-lista)                          | 25             |
| Португалия (AFP)                             | 22             |
| Шотландия (OCC Scotland)                     | 76             |
| Словакия (Rádio — Top 100)                   | 54             |
| Словакия (Singles Digitál Top 100)           | 15             |
| Испания (PROMUSICAE)                         | 30             |
| Швеция (Sverigetopplistan)                   | 50             |
| Швейцария (Schweizer Hitparade)              | 22             |
| Великобритания (OCC UK Singles)              | 47             |
| США (Billboard Hot 100)                      | 5              |
| США (Billboard Adult Contemporary)           | 16             |
| США (Billboard Adult Pop Airplay)            | 4              |
| США (Billboard Alternative Airplay)          | 1              |
| США (Billboard Rock & Alternative Airplay)   | 2              |
| США (Billboard Hot Rock & Alternative Songs) | 1              |
| США (Billboard Mainstream Rock)              | 32             |
| США (Billboard Pop Airplay)                  | 1              |
| США (Billboard Dance/Mix Show Airplay)       | 5              |

## Сертификации
}
| Регион | Сертификация  | Продажи   |
| --- | ------------- | --------- |
| Австралия (ARIA) | Платиновый    | 70 000    |
| Австрия (IFPI Austria) | Платиновый    | 30 000    |
| Канада (Music Canada) | 5× Платиновый | 400 000   |
| Германия (BVMI) | Платиновый    | 400 000   |
| Италия (FIMI) | 3× Платиновый | 150 000   |
| Новая Зеландия (RMNZ) | Платиновый    | 30 000    |
| Норвегия (IFPI Norway) | Платиновый    | 40 000    |
| Швейцария (IFPI Switzerland) | Платиновый    | 30 000    |
| Великобритания (BPI) | 2× Платиновый | 1 200 000 |
| США (RIAA) | 6× Платиновый | 6 000 000 |
| * Данные о продажах приведены только на основе сертификации. · ^ Данные о тиражах приведены только на основе сертификации. · Данные о продажах + прослушиваниях приведены только на основе сертификации. |               |           |

## История релизов
| Страна | Дата           | Формат                  | Лейбл                    |
| ------ | -------------- | ----------------------- | ------------------------ |
| Мир    | 12 мая 2015    | Digital download stream | Atlantic Fueled by Ramen |
| США    | 12 апреля 2016 | Contemporary hit radio  | Atlantic Fueled by Ramen |